# I (band)
 For alternative betydninger, se I (flertydig). (Se også artikler, som begynder med I)
I er en norsk supergruppe som spiller heavy metal med indflydelser fra black metal. Bandet består af medlemmer fra flere black metal-bands; Immortal (Abbath Doom Occulta og Armagedda), Gorgoroth og Sahg (TC King) og Enslaved (Arve Isdal, også kendt som Ice Dale).
Bandets debutalbum, Between Two Worlds, blev udgivet 3. november 2006 i Storbritannien og 14. november 2006 i USA gennem Nuclear Blast Records. Deres første og hidtil eneste livekoncert var på Hole in the Sky-festivalen i Bergen 26. august 2006.

## Diskografi
- Between Two Worlds (2006)

## Medlemmer
- Abbath Doom Occulta (Olve Eikemo) – sang, guitar
- Ice Dale (Arve Isdal) – guitar
- TC King (King ov Hell, Tom Cato Visnes) – Bas
- Armagedda – Trommer
- Demonaz – sangskriver[2]

## Fodnoter
1. ↑  I-metal.net: Officiel biografi
2. ↑  Optræder ikke sammen med bandet